# SPY TIME -スパイ・タイム-
『SPY TIME -スパイ・タイム-』（スペイン語: Anacleto: agente secreto）は、2015年に公開されたスペインのアクションコメディ映画。マヌエル・バスケス・ガリェゴによる同名のコミック「Anacleto, agente secreto」を原作としている。監督はハビエル・ルイス・カルデラ。イマノル・アリアスがタイトルキャラクターを、キム・グティエレスがその息子を演じている。
スペインでは2015年度に公開されたアクション映画のオープニング記録を達成した。日本では熱帯美術館が配給し、「未体験ゾーンの映画たち2016」の上映作品として2016年1月23日からヒューマントラストシネマ渋谷やシネ・リーブル梅田で上映される。

## プロット
極悪ギャングのバスケス（カルロス・アレセス）が脱獄し、アナクレートの息子である警備員のアドルフォ（キム・グティエレス）に狙いを定める。バスケスは凄腕スパイだったアナクレート（イマノル・アリアス）がかつて刑務所に送りこんだギャングだった。アナクレートは引退を撤回し、予期せず父親の二面性を知ったアドルフォとコンビを組む。アドルフォは天性の素質を開花させ、元カノであるカティア（アレクサンドラ・ヒメネス）も絡んでバスケスの復讐に立ち向かう。

## キャスト

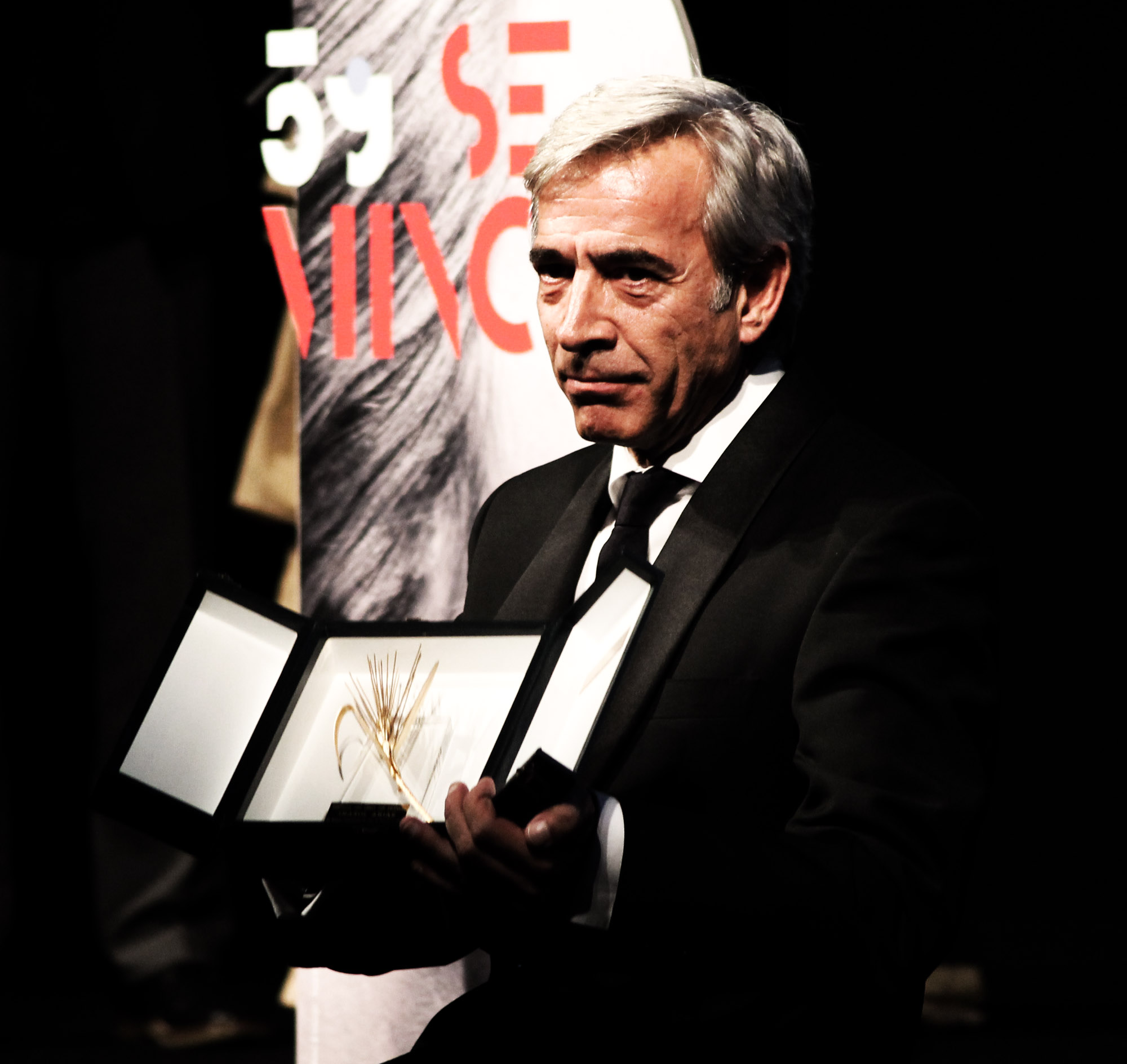
イマノル・アリアス

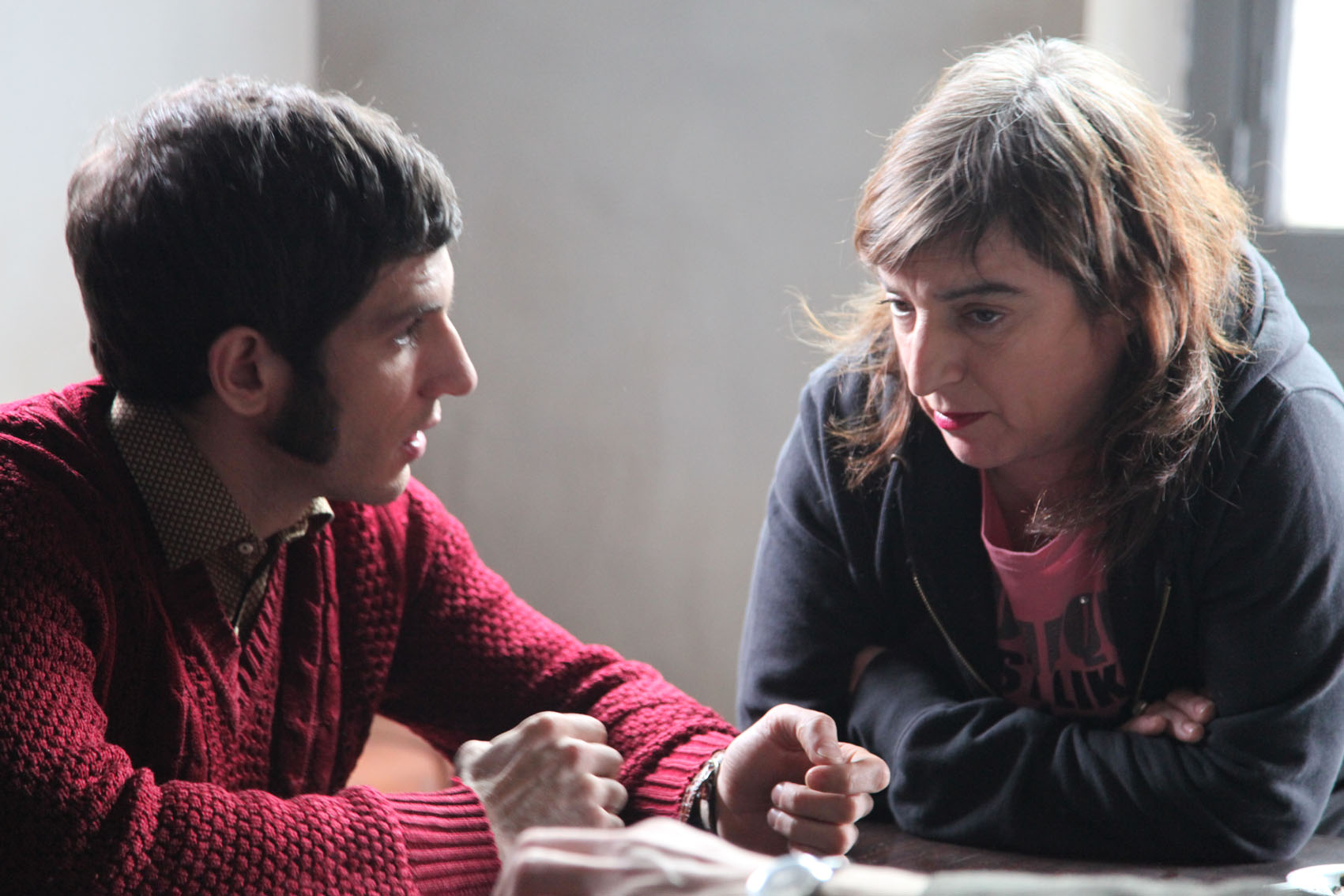
キム・グティエレス（左）

- イマノル・アリアス（元エリートスパイ、アナクレート）
- キム・グティエレス（平凡な警備員、アドルフォ）
- カルロス・アレセス（英語版）（極悪ギャング、バスケス）
- アレクサンドラ・ヒメネス（英語版）（アドルフォの元カノ、カティア）
- ロッシ・デ・パルマ（カティアの母）
- エミリオ・グティエレス・カバ（英語版）（アナクレートのボス）
- ベルト・ロメロ（英語版）（マルティン）
- エドゥアルド・ゴメス（英語版）（エル・モレクラ）

出典 : eCartelera

## 受賞とノミネート
| 映画賞          | 部門               | 対象者                                                 | 結果       |
| --------------- | ------------------ | ------------------------------------------------------ | ---------- |
| 第3回フェロス賞 | 最優秀コメディ     | 最優秀コメディ                                         | ノミネート |
| 第3回フェロス賞 | 助演男優賞         | キム・グティエレス                                     | ノミネート |
| 第3回フェロス賞 | サウンドトラック賞 | ハビエル・ロデーロ                                     | ノミネート |
| 第3回フェロス賞 | トレイラー賞       | トレイラー賞                                           | ノミネート |
| 第30回ゴヤ賞    | 音響賞             | マルク・オルツ ウリオール・タラゴー セルヒオ・ブルマン | 未決定     |
| 第30回ゴヤ賞    | 特殊効果賞         | リュイス・カステイス リュイス・リベラ                  | 未決定     |